# Екологічна генетика
Екологічна генетика — це область знання, що досліджує взаємовплив генетичних процесів і екологічних відносин. Як розділ генетики ця наука спирається на методологію генетичного аналізу і використовує весь методичний арсенал екології. Вперше її принципи сформулював у 1960-х роках Едмунд Бріско Форд як про генетику популяцій в природних умовах.

## Генетичні підходи
Генетичні підходи в екологічній генетиці базуються на двоєдності методології генетичного аналізу, що оперує поняттями спадковості та мінливості. Насамперед спадковість — це властивість подібності споріднених організмів, їх здатність передавати певні ознаки з покоління в покоління. При цьому ознаками можуть бути наявність або відсутність органів, їх число, розмір, колір; здатність проводити ті чи інші біохімічні реакції; властивості нервової системи, тип поведінки. Генетичний аналіз розкриває гени, контролюючі усе це розмаїття ознак, вивчає їх успадкування та локалізацію в геномі.
Генетичний аналіз розкриває причини мінливості, тобто відповідає на питання: «Чому організми мають схожість між собою?» та «Чому організми відрізняються один від одного?» Мутаційний процес пов'язують з так званими генетичними процесами. До них відносять «реплікацію» — відтворення генетичного матеріалу; «рекомбінацію» — різні способи пересортовування генів та їх частин, що відбуваються при зміні поколінь, «репарацію» — процеси, що підтримують нативну структуру генетичного матеріалу, що постійно ушкоджується під впливом як внутрішніх факторів (фізіологічних, метаболічних), так і зовнішніх факторів (температури, випромінювань, хімічних впливів).

## Екологічні стосунки
Екологічні відносини поділяються на «сінекологічні», тобто відносини між організмами, і «аутекологічні», тобто відносини організмів з навколишнім середовищем.
Сінекологія досліджує як відносини між організмами одного виду, так і відносини між організмами різних видів, що об'єднуються в екосистеми. Найчастіше ці відносини ґрунтуються на взаємозалежності різних видів, складових різних етапів харчових ланцюгів. Знання харчових ланцюгів в природі необхідне для прогнозування наслідків будь-яких впливів на екосистеми.
Аутекологія розглядає відносини живих істот з факторами навколишнього середовища переважно абіотичного походження. При цьому подібні абіотичні фактори можуть бути природними, з якими живі організми стикалися неодноразово в ході еволюції. Це різні температурні дії, земне тяжіння, різні види випромінювань — від видимої частини спектру до рентгенівських променів.

## Генетично активні фактори
Також суттєву роль відіграють антропогенні фактори, тобто ті, що пов'язані із діяльністю людини. Забруднення навколишнього середовища небезпечно не тільки нині живе поколінню, але часто становить небезпеку для прийдешніх поколінь, оскільки багато забруднювачів є мутагенами (генетично активними). Виявлення та усунення генетично активних факторів з середовища проживання людини — завдання генетичної токсикології, яка являє собою розділ екологічної генетики.
Генетично активні фактори діляться на фізичні, хімічні та біологічні. До фізичних факторів належать температура, іонізуюча радіація, ультрафіолетове світло, високочастотне електромагнітне випромінювання, ультразвук.
Хімічні генетично активні фактори — це будь-які речовини, що прямо або побічно порушують структуру і відтворення молекул ДНК. Вихлопні гази автотранспорту та викиди в атмосферу виробничих підприємств містять алкілуючі сполуки (радіоміметики), органічні сполуки ртуті, поліциклічні вуглеводні, що мають генетичну активність. Багато хімічні сполуки самі по собі не виявляють генетичної активності, але їх легко активують внутрішньоклітинні метаболіти, а іноді сполуки, що знаходяться в навколишньому середовищі.